# ビオ＝ビオ大学
ビオ＝ビオ大学（スペイン語: Universidad del Bío-Bío）とはチリ共和国ビオビオ州コンセプシオンにある公立大学であり、チリ伝統大学の一つである。

## 概要
ビオ＝ビオ大学はビオビオ州に於いて、州の伝統と公による高い教育を受け継いだ大学である。その源泉は1947年4月9日に設立されたビオ＝ビオ州立技術大学とチリ大学ニューブルキャンパスに遡る事が出来る。そして、ビオ＝ビオ州立技術大学コンセプシオンキャンパスとチランキャンパスを母体としてビオ＝ビオ大学及び研究所が誕生した。
ビオ＝ビオ大学はまた、コンセプシオンやチランのオフィスと共に、科学、技術、芸術、人文科学等の分野に於ける知識及び地域または国家の要求に対して即座に対処し、不可欠とされる有能な専門家を輩出し、連携させる面での地位を確立してきた。
現在、35の学士課程と2つの独身者向けプログラムが設置されており、1万人以上に及ぶ生徒が在籍している。また、約70%の教授が修士または博士の課程を有している。これにより継続した教育及び大学院での研究が為されており、地域の高次教育の中心地として貢献している。

## 学部
ビオ＝ビオ大学は6つの学部を擁している。

### 建築学部
建築や建設、デザインについての学部であり、都市様式や建築工学、視覚によるコミュニケーション及び産業的デザインについても取り扱っている。木材の使用や建材の発展、近郊地域の都市計画や建築遺産の保護等が昨今の研究対象として挙げられる。

### 理学部
基礎科学を教えている学部であり、独身者向けの自然科学及び精密科学のプログラムや統計工学の学士課程が行われており、教員による訓練と日進月歩の活動を促進している。また、国立科学技術フェアを開催し、若者達の科学的興味を刺戟する事も行っている。

### 工学部
電気や電子工学、木材工学、機械工学、市民工学、市民産業工学等についての学部であり、生産方法や生産科学、木材や二次的な事物の技術についての研究を路線としている。

### 教育人文学部
教育の発展による地域貢献及び地域研究についての学部であり、教員の養成に焦点を当てる事によって教育の専門化や第一線で活躍する人材の質の向上を行っている。また、社会労働及び心理学の講座も開催している。

### 福祉食料科学部
食の地域毎に於ける科学及び技術の源泉や発展及び共同体の福祉についての学部であり、専門事業や生産過程に於ける質の制御や経営サービスについての研究と進歩、技術供与等を促進している。

### 経営学部
マネジメントの発展や情報域、地域毎のマネジメントの強化、商取引及び決算、経済及び財産、税管理、地域発展、アグリビジネス、計算科学、情報技術についての学部であり、企業家に於ける卒業生比率を高める事も行っている。

## 研究
基礎科学及び応用科学の研究に於ける技術革新や企業協力は継続的に行われており、ビオ＝ビオ大学は技術及びサービスの連携や総合的な世代間の関わりを促進している。
外部機関の協力により、フィールドでの研究が発展した為、基礎科学に於いても産業の進展やサービス、木材や食料に於ける科学技術、建材及び素材の技術、生物資源や教育等の分野での変化の過程の調査が発展した。また、ビジネスの革新も行っている。
メディアの要求を満たし、社会との連携を強める為に、ビオ＝ビオ大学は近郊地域に関する研究及び計算や教育に関する情報、住環境向上等の地域的な研究発展に供与する為の総合センターを有しており、複合的な素材、エッセイ、食や都市様式、オートメーションの質の制御に関する地域的研究に特化している。また、公共の福祉の管理を打ち出している。
1998年には高技術木材センターを設立し、生産過程に於いて十分な程度を有し、自立、応用を促し、効果的な技術を供与している。

## 国際関係
ビオ＝ビオ大学は芸術的、文化的及び技術的な制作、伝播、保護を促進している。芸術的及び文化的事象についてはチランにある発展センターが行っており、コンセプシオンに展示室を有しており、芸術集団や音楽の講義をも有している。
国際的には教授と生徒を交流させ、外国の学問的及び科学的なプロジェクトへの加担を促進しており、欧米を中心とした130以上の研究機関との交流が持たれている。